# 夔姓
夔姓（古音：khwey，渠追切，音同「葵」）是中文姓氏之一，在《百家姓》中排第367位。在现代是极罕见的姓氏。

## 起源
出自芈姓，是以国为氏。《通志·氏族略·以国为氏》记载，春秋时楚国国君熊挚有子封于夔国（一作隗国）。夔国在公元前634年被楚国所灭，子孙便以国为姓氏。
因归夔同音，所以两姓是同一个来源。

## 郡望
- 京兆郡：即长安。

## 名人
- 夔信：五胡十六国时人，历任尚书、镇军将军、左司马、右仆射、侍中太尉、尚书令、太保。
- 夔安：明朝官员，曾任雩都县令，有政绩。

## 延伸阅读
[在维基数据编辑]
 《百家姓》
 《欽定古今圖書集成·明倫彙編·氏族典·夔姓部》，出自陈梦雷《古今圖書集成》